# Byrrhus kozlovi
Byrrhus kozlovi là một loài bọ cánh cứng trong họ Byrrhidae. Loài này được Tshernyshev miêu tả khoa học năm 2000.